# Simone Aaberg Kærn
Simone Aaberg Kærn, född 1969 i Köpenhamn,  är en dansk bildkonstnär och pilot. Hon är bland annat känd för dokumentärfilmen Leende i en krigszon – Konsten att flyga till Kabul.

## Biografi
Aaberg Kærn gick Konsthögskolan i Köpenhamn 1993–1998 och Goldsmiths konsthögskola i London 1995–1997. Hon har ställt ut bland annat i Louisiana 1997 och på Venedigbiennalen 1999, Göteborgs konsthall 2002, Malmö konsthall 2006. Aaberg Kærns verk handlar om flygning – "Med flyg och så kallad aerofeminism – en länk av intresse i flyg och på kvinnors villkor – som ett kontinuerligt tema" som Konsthögskolan i Köpenhamn beskriver det , men även om krig. 2013 målade hon en rad danska politiker med skador som soldater får i krig, 2017 skapade hon debatt med sin målning Batalje. Verket var beställt av Det Nationalhistoriske Museum, men avvisades då den inte ansågs bidra till ”den egentlig ret lykkelige historie om krigen”.
Aaberg Kærn är en av domarna i det danska tv-programmet "Danmarks bedste portrætmaler".